# William Brereton (3e baron Brereton)
William Brereton (4 mai 1631 - 17 mars 1680) est un mathématicien et homme politique anglais qui siège à la Chambre des communes en 1659 et devient baron Brereton dans la pairie irlandaise en 1664. Il est président du Comité des comptes, mieux connu sous le nom de Brooke House Committee, en 1667-1670. À ce titre, il affronte à plusieurs reprises Samuel Pepys, dont la description de Brereton dans son deuxième journal, ou Brooke House Journal, bien que sans doute biaisée, est le meilleur portrait que nous ayons de l'homme.

## Début de carrière

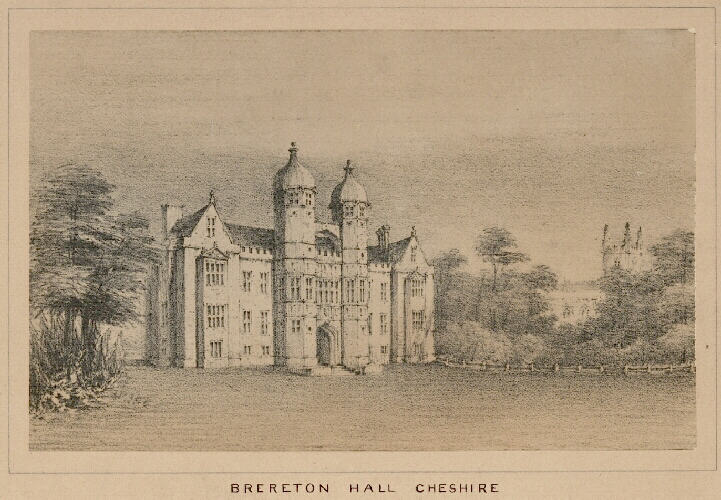
Brereton Hall, le siège de la famille Brereton.

Il est le fils aîné de William Brereton (2e baron Brereton) de Brereton Hall, près de Chester et de sa femme Lady Elizabeth Goring, fille de George Goring (1er comte de Norwich) et Mary Neville. Il étudie les mathématiques et le grec au Collège d'Orange à Bréda où il est encadré par John Pell.
En 1659, il est élu député de Newton au troisième Parlement du Protectorat et de Bossiney en 1660. De son propre aveu, il est un homme absolument sans influence à la Cour.
Brereton devient membre original de la Royal Society le 22 avril 1663. Il hérite de la pairie irlandaise de Baron Brereton à la mort de son père en 1664. En 1668, il cède le presbytère de Tilston, près de Malpas, au mathématicien Thomas Branker.

## Comité de Brooke House
Brereton est brièvement devenu une figure d'importance nationale en tant que président du comité de Brooke House, appelé à proprement parler le comité des comptes, mis en place par la Chambre des communes pour enquêter sur les échecs de la marine pendant la seconde guerre anglo-néerlandaise. De son propre aveu, il a été choisi en raison de son manque d'influence à la Cour, qui dans le climat de l'époque était considéré comme un signe de son indépendance. Il affronte un adversaire redoutable en Samuel Pepys, qui défendait le dossier du Navy Office avec une grande éloquence. La représentation de Brereton par Pepys dans son deuxième journal n'est probablement pas tout à fait juste, car elle a amené les historiens ultérieurs à décrire Brereton comme un "vieux magistrat du Cheshire " ; (en fait, il vivait à Londres et comme Pepys était encore à la fin de la trentaine). Pourtant, Pepys était réputé pour l'exactitude de ses reportages, de sorte que sa description des fréquents échanges de colère entre eux est probablement assez précise. Lorsque Brereton a dénoncé avec colère Pepys pour avoir remis en question la lecture par le Comité du Statut les autorisant à agir, Pepys a répondu que tout Anglais peut lire et former sa propre interprétation d'un statut public. Lorsque Brereton a demandé sarcastiquement si Pepys défierait le monde entier, Pepys a répondu qu'il "défierait le monde entier et Lord Brereton en particulier". Brereton a été gêné par le fait que le roi Charles II et son frère James, duc d'York, étaient présents pour la plupart des audiences et ont manifesté leur soutien à Pepys. À une occasion, James a réprimandé Brereton pour un langage inapproprié, et lorsque Brereton a produit ce qu'il a décrit comme une preuve écrite que Pepys avait pris un pot-de-vin, le roi a demandé sèchement si quelqu'un pouvait croire que Pepys se pencherait pour prendre une somme aussi dérisoire. Lorsque le comité a été dissous, n'ayant produit aucun résultat durable, Brereton s'est effectivement retiré de la vie publique.

## Famille
Brereton épouse Frances, fille et cohéritière de Francis Willoughby, 5e baron Willoughby de Parham et de sa femme Elizabeth Cecil. Il meurt en 1680, âgé de seulement 48 ans, et est remplacé par ses fils John et Francis ; à la mort de Francis en 1722, le titre a disparu.